# 구시모토역
구시모토역(일본어: 串本駅, くしもとえき)은 일본 와카야마현 히가시무로군 구시모토정에 있는, 서일본 여객철도의 철도역이다. 기세이 본선이 지나가며, 기노쿠니 선 소속 열차들을 이용할 수 있다. 특급 《구로시오》 호가 정차한다.
혼슈섬에서 좌표상 가장 남쪽에 있는 역이다.

## 역 구조
지상역으로 승강장은 2면 3선 구조이다. 역사는 단식 1면 1선 승강장과 이어져 있으며, 섬식 승강장과는 과선교로 이어져 있다. 서일본 여객철도의 직영역으로, 신구역이 관리하고 있다. 지구역장을 두고 있다. 오전 5시 30분부터 오후 11시 25분까지 초록 창구를 영업하고 있으며, 자동 발권기의 사용이 가능하다. 역 렌터카와 자전거 대여실을 운영하고 있다.
역 앞에는 "혼슈 최남단의 역"이라 쓰인 비석이 있다.

### 승강장
| 1 | ■ 기노쿠니 선 | 시라하마 · 기이타나베 · 와카야마 · 신오사카 · 교토 방면 |                                 |
| 2 | ■ 기노쿠니 선 | 시라하마 · 기이타나베 · 와카야마 방면                   | (대피 열차, 시종착 열차만 사용) |
| 2 | ■ 기노쿠니 선 | 기이카쓰우라 · 신구 방면                                | (대피 열차, 시종착 열차만 사용) |
| 3 | ■ 기노쿠니 선 | 기이카쓰우라 · 신구 방면                                |                                 |

## 역세권 정보
관공서
- 구시모토 정사무소
- 구시모토 경찰서
- 구시모토 우체국
- 구시모토 해상보안서
- 구시모토 정 소방본부
- 구시모토 정립병원
- 구시모토 문화센터
- 구시모토 정립 도서관·체육관

관광지
- 구시모토 해수욕장
- 구시모토 온천
- 기이오시마 섬

## 역사
- 1936년 12월 11일 - 일본국유철도의 역으로 개업하였다.
- 1987년 4월 1일 - 민영화에 따라 서일본 여객철도의 소속이 되었다.

## 인접역
| 서일본 여객철도 기세이 본선 | 서일본 여객철도 기세이 본선 | 서일본 여객철도 기세이 본선 |
| --------------------------- | --------------------------- | --------------------------- |
| 기이히메 신구 방면          | ■ 기노쿠니 선 보통          | 기이아리타 와카야마 방면    |